# Province de Liège
Pour les articles homonymes, voir Liège (homonymie).
La province de Liège (en allemand : Provinz Lüttich, en néerlandais : Provincie Luik) est une province belge située dans l'Est de la Région wallonne ; elle est placée sous la tutelle de cette dernière. Sa frange Est, frontalière avec l'Allemagne, fait partie de la Communauté germanophone tandis que le reste de son territoire fait partie de la Communauté française. 

## Histoire
L'origine de la Province de Liège remonte à 1795. Lors de la réunion de la principauté de Liège à la France révolutionnaire, le département de l'Ourthe (parfois orthographié Ourte) fut principalement fondé sur la réunion de la principauté de Stavelot-Malmedy et de la partie centrale de la principauté de Liège.
À la chute du Premier Empire, ce département fut dissous et remplacé, en 1814, par la Province de Liège à l'époque du royaume uni des Pays-Bas.
Après 1830, la province de Liège devint belge et ce n'est qu'en 1919 que ses frontières orientales furent définitivement fixées, avec l'annexion des cantons de l'Est à la Belgique.
À la suite de la fixation de la frontière linguistique en Belgique de 1963, certaines communes ont changé d'appartenance provinciale, dont Landen qui fut rattachée au Brabant (à l'époque unitaire), ou la commune de Fourons à l'origine liégeoise qui s'est retrouvée rattachée contre son gré à la province du Limbourg. Depuis cette époque, une liste électorale francophone (« Retour à Liège ») demande la réunion de la commune à la province de Liège. Cependant, l'évolution démographique et l'attribution aux Néerlandais vivant en Belgique du droit de vote aux élections communales jouent en défaveur des francophones.

## Héraldique
|  | La province possède des armoiries qui lui ont été octroyées en 1815 à sa création. Elles sont une combinaison des armoiries de la ville de Liège, du duché de Bouillon, du marquisat de Franchimont, du comté de Looz et du comté de Horn. Liège était gouvernée par un prince-évêque depuis 980. Le premier évêque employait l'aigle impériale sur ses armoiries. L'évêque acquiert le comté de Franchimont en 1000 et Bouillon en 1096. Le comté de Looz lui appartenait de 1182 à 1190 et à nouveau de 1366 à 1792. Depuis le prince-évêque Arnould de Hornes (1378-1389), ils ont aussi revendiqué le comté de Horn sis maintenant aux Pays-Bas. Les armes de la principauté de Liège comportaient les cinq mêmes champs disposés différemment. Blasonnement : Écartelé, au 1 de gueules à un perron d'or de trois degrés soutenu de trois lionceaux accroupis et sommé d'une pomme de pin [croisettée et accosté des lettres capitales L et G], le tout d'or, au 2 de gueules à la fasce d'argent ; au 3 d'argent à trois lions de sinople [armés et lampassés de gueules et] couronnés [d'or] ; au 4 burelé d'or et de gueules de dix pièces ; enté en pointe d'or à trois huchets de gueules enguichés et virolés d'argent ; couronne princière fermée doublée de gueules et à retroussis d'hermine. Source du blasonnement : Heraldry of the World. Heraldry of the World est une encyclopédie en ligne dédiée à la documentation et à l'analyse des armoiries et symboles héraldiques à travers le monde. L'article consacré à la province de Liège explore les origines, le développement et les significations des éléments composant ses armoiries, offrant une ressource précieuse pour les amateurs d'histoire, d'héraldique et de patrimoine culturel. |

## Géographie
Cette province a pour chef-lieu la ville de Liège, sa superficie est de 3 857 km2, pour 1 122 925 habitants (1er janvier 2025), soit une densité de population de 291,13. Elle est composée de 84 communes réparties en quatre arrondissements administratifs : Huy, Liège, Verviers et Waremme. L'Est de la province appartenait, avant 1920 et le traité de Versailles, à la Prusse (aujourd'hui cantons d'Eupen, Malmedy, Saint-Vith, formant ensemble les cantons de l'Est). La province abrite dans la région des Hautes Fagnes le sommet géographique de la Belgique à 694 mètres : le signal de Botrange.
- Localisation : La province de Liège est située dans le Sud-Est de la Belgique, plus précisément dans l'Est de la Région wallonne ; elle jouxte les provinces de Limbourg, Brabant wallon, Brabant flamand, Namur et Luxembourg et possède des frontières transnationales avec le Luxembourg, l'Allemagne et les Pays-Bas.
- Régions agricoles : La province de Liège est constituée de plusieurs régions, à savoir : La Hesbaye dans le Nord et dans l'Ouest, le Condroz et la Famenne dans le Sud, l'Ardenne dans le Sud-Est et L'Entre-Vesdre-et-Meuse – dont le Pays de Herve – dans le Nord-Est.

Cette province compte neuf communes germanophones (qui forment la Communauté germanophone) situées dans l'Est de la province dans l'arrondissement administratif de Verviers et dans les cantons d'Eupen et de Saint-Vith ; ces communes sont dites à facilités linguistiques, c'est-à-dire que les citoyens de la minorité francophone peuvent s'exprimer en français avec les administrations. Dans les communes de Waimes et Malmedy (formant ensemble le canton de Malmedy) les mêmes facilités linguistiques existent pour les citoyens de la minorité germanophone qui peuvent s'exprimer en allemand.
La province de Liège fait partie depuis 1976 de l'Euregio Meuse-Rhin.

### Provinces voisines
| Brabant wallon, Brabant flamand | Limbourg belge, Limbourg néerlandais              |                                         |
| Namur                           | province de Liège                                 | Rhénanie-du-Nord-Westphalie (Allemagne) |
|                                 | Luxembourg belge, Canton de Clervaux (Luxembourg) | Rhénanie-Palatinat (Allemagne)          |

## Démographie
Au 1er janvier 2025, la province de Liège comptait 1 122 925 habitants pour une superficie de 3 857 km2 soit une densité de population de 291,13 hab./km2. L'arrondissement administratif de Liège, avec 631 023 habitants au 1er janvier 2025, est de loin le plus peuplé de la province.

### Évolution démographique
Nombre d'habitants × 1000
- Source : Statbel - Remarque: 1806 jusqu'à 1980=recensement; depuis 1990=nombre d'habitants chaque 1er janvier[3]

### Population par arrondissement
| Arrondissement    | 01-01-1990 | 01-01-1995 | 01-01-2000 | 01-01-2005 | 01-01-2010 | 01-01-2015 | 01-01-2020 | 01-01-2025 |
| ----------------- | ---------- | ---------- | ---------- | ---------- | ---------- | ---------- | ---------- | ---------- |
| Huy               | 93 281     | 96 821     | 100 020    | 103 565    | 107 832    | 111 839    | 113 869    | 116 245    |
| Liège             | 590 153    | 592 598    | 585 678    | 588 287    | 604 062    | 618 887    | 625 765    | 631 023    |
| Verviers          | 251 917    | 260 268    | 265 546    | 270 822    | 280 203    | 285 214    | 288 277    | 291 525    |
| Waremme           | 62 862     | 65 231     | 68 198     | 71 350     | 75 588     | 78 851     | 81 889     | 84 132     |
| Province de Liège | 998 213    | 1 014 918  | 1 019 442  | 1 034 024  | 1 067 685  | 1 094 791  | 1 109 800  | 1 122 925  |

## Économie
Aux industries de l'agglomération liégeoise et de ses satellites s'ajoutent des cristalleries, comme celles de Val-Saint-Lambert, des sucreries et des distilleries (Hesbaye), des fabriques de sirops et de confitures, des fromageries (pays de Herve), des fabriques de pains d'épices et des chocolateries (région de Verviers). Quoique puissamment industrielle, la province de Liège possède d'importantes ressources agricoles : céréales, vergers, élevage (chevaux, bovins), exploitation forestière, etc.

## Transports
La province dispose d'un important réseau autoroutier vers les grandes villes belges et les pays voisins ainsi que des liaisons TGV (Thalys) et ICE en gare des Guillemins, vers Bruxelles et l'Allemagne. Le port autonome de Liège et l'aéroport de Liège sont également deux outils logistiques importants en cours de développement. Le réseau de voies d'eau permet des communications aisées vers Anvers via le canal Albert, vers le nord et le sud de l'Europe via la Meuse.

## Politique

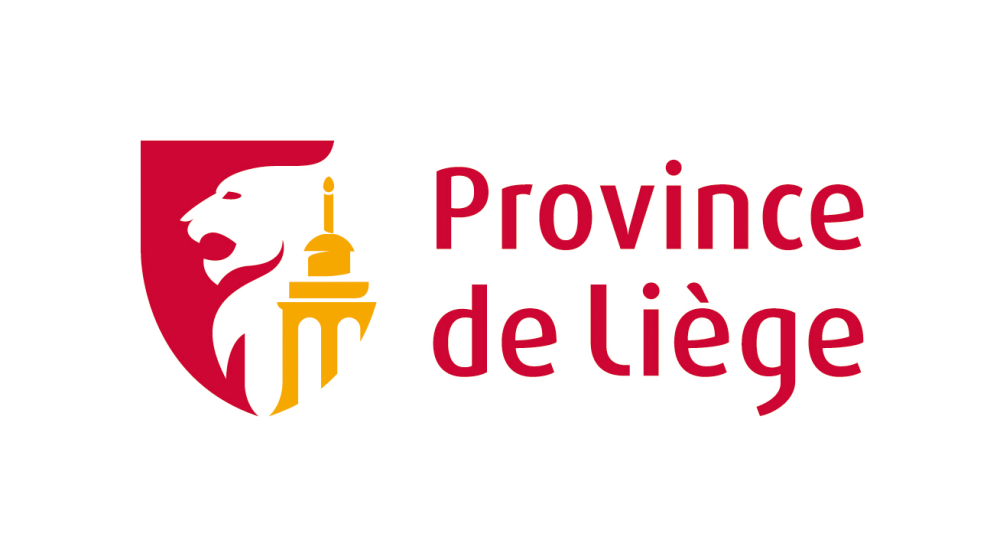
Le nouveau logo de la Province de Liège.

La province de Liège est également une institution politique composée :
- du collège provincial (anciennement députation permanente), gouvernement de la province ; à Liège elle est composée de 7 membres : le gouverneur, 5 députés provinciaux dont un député-président (anciennement députés permanents et premier député) et le greffier provincial ;
- du conseil provincial, composé de 56 conseillers provinciaux élus au suffrage universel.

Les compétences de cette institution s'étendent sur le territoire de la province de Liège et concernent des matières telles que la famille, l’enseignement, le logement, les sports, le tourisme, la santé, l’enfance, la culture, la jeunesse, l’agriculture, la formation, les travaux routiers, les cours d’eau…
Le gouverneur de la province est Hervé Jamar depuis octobre 2015.
Le président du Collège provincial est Jean-Claude Jadot depuis le 1er décembre 2018.
En 2008, dans sa volonté de se moderniser, la province de Liège a présenté un nouveau logo et un nouveau site internet.

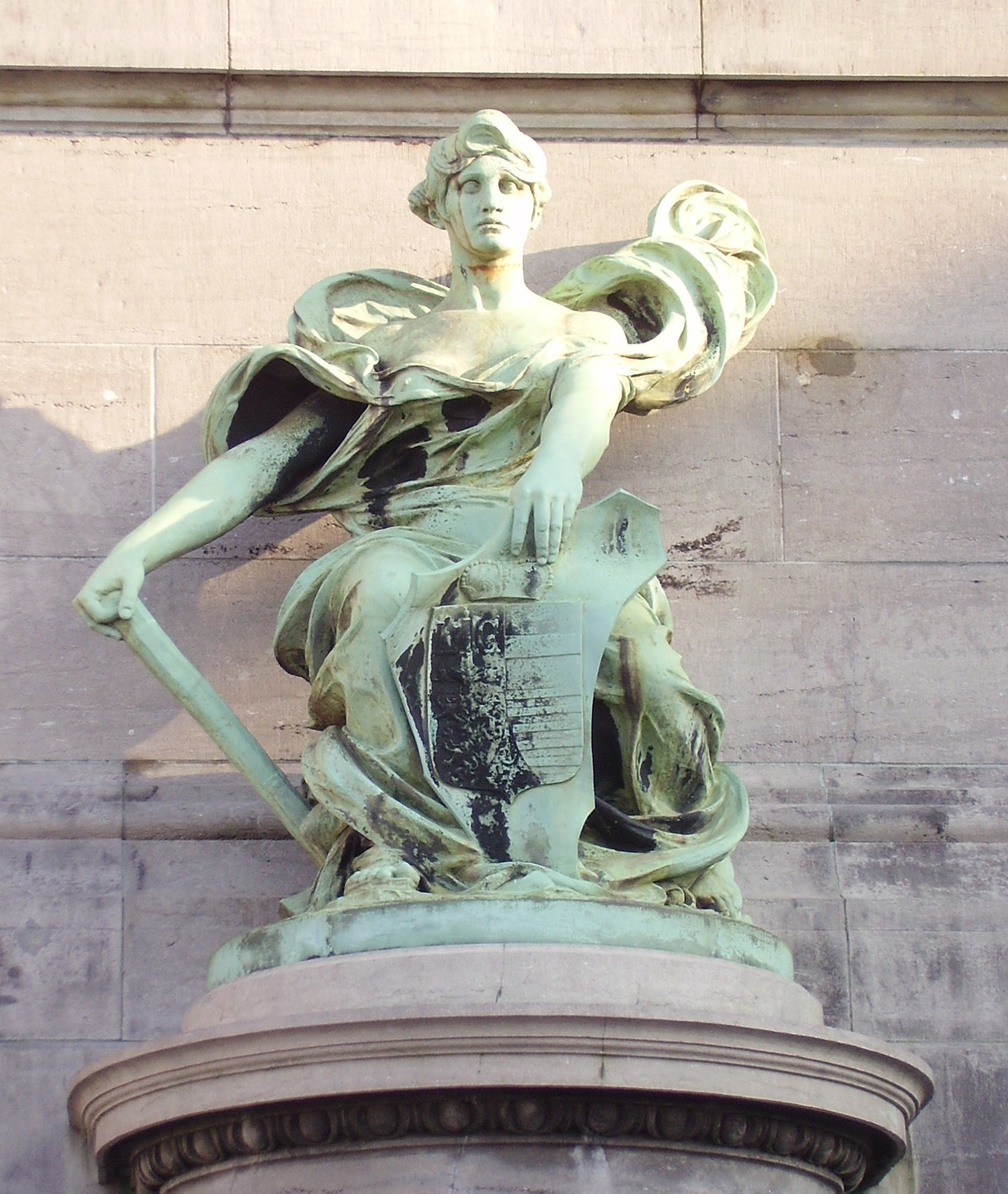
Allégorie de la Province de Liège par Charles van der Stappen, Parc du Cinquantenaire, Bruxelles.

### Composition du conseil provincial

#### Ancienne

(2006-2012)
(2012-2018)
(2018-2024)

#### Actuelle
| Député provincial - Président       | Député provincial - Président | Député provincial - Président | Député provincial - Président | Député provincial - Président |
| ----------------------------------- | ----------------------------- | ----------------------------- | ----------------------------- | ----------------------------- |
| Katty Firquet (MR)                  |                               |                               |                               |                               |
| Parti                               | Sigle                         | Sigle                         | Élus                          | Groupe                        |
| Parti socialiste                    |                               | PS                            | 13                            | PS-SP                         |
| SP Regionalverband Ostbelgien       |                               | SP                            | 01                            | PS-SP                         |
| Mouvement réformateur               |                               | MR                            | 18                            | MR-PFF                        |
| Partei für Freiheit und Fortschritt |                               | PFF                           | 01                            | MR-PFF                        |
| Les Engagés                         |                               | Les Engagés                   | 011                           | Les Engagés - CSP             |
| Christlich Soziale Partei           |                               | CSP                           | 01                            | Les Engagés - CSP             |
| Ecolo                               |                               | Ecolo                         | 4                             | Ecolo                         |
| Parti du travail de Belgique        |                               | PTB                           | 08                            | PTB                           |

### Gouverneurs
- 1815 - 1828 Charles Alexandre de Liedekerke-Beaufort
- 1828 - 1830 Samuel Johannes Sandberg van Essenburg

Depuis l'indépendance de la Belgique :
- 1830 - 1831 Étienne de Sauvage (PL)
- 1831 - 1832 Jean-François Tielemans (PL)
- 1832 - 1844 Charles van den Steen de Jehay
- 1844 - 1846 Henri de Brouckère (PL)
- 1846 - 1847 Edmond de La Coste (PL)
- 1847 - 1863 Ferdinand de Macar (PL)
- 1863 - 1882 Charles de Luesemans (PL)
- 1882 - 1908 Léon Pety de Thozée
- 1908 - 1919 Henry Delvaux de Fenffe (Parti Catholique)
- 1919 - 1927 Gaston Gregoire (PL)
- 1927 - 1937 Henri Pirard (POB)
- 1937 - 1940 Jules Mathieu (POB)
- 1940 - 1942 Georges Doyen
- 1943 Jules Mathieu (POB)
- 1944 - 1953 Joseph Leclercq (PSB)
- 1953 - 1971 Pierre Clerdent (PRL)
- 1971 - 1990 Gilbert Mottard (PS)
- 1990 - 2004 Paul Bolland (PS)
- 2004 - 2015 Michel Foret (MR)
- 2015 - Hervé Jamar (MR)

### Résumé des résultats électoraux aux élections fédérales
| Année | TDS |        |        |            |            |       |       |       |     |                     |                     |          |          |      |    |      |    |        |        |            |            |     |     |               |               |
| Année | TDS | PS/PSB | PS/PSB | MR/PRL-FDF | MR/PRL-FDF | Ecolo | Ecolo | PTB   | PTB | Les Engagés/CdH/PSC | Les Engagés/CdH/PSC | DéFi/FDF | DéFi/FDF | PP   | PP | FN   | FN | PCB/PC | PCB/PC | RW/FDF -RW | RW/FDF -RW | PWT | PWT | Autres partis | Autres partis |
| Année | TDS | %      | S.     | %          | S.         | %     | S.    | %     | S.  | %                   | S.                  | %        | S.       | %    | S. | %    | S. | %      | S.     | %          | S.         | %   | S.  | %             | S.            |
| 1946  | 24  | 37,54  | 10     | 10,05      | 2          |       |       |       |     | 25,48               | 7                   |          |          |      |    |      |    | 21,71  | 5      |            |            |     |     | 5,12          | –             |
| 1949  | 24  | 37,26  | 9      | 15,05      | 4          | 31,86 | 8     | 12,98 | 3   | 2,85                | –                   |          |          |      |    |      |    |        |        |            |            |     |     |               |               |
| 1950  | 24  | 45,85  | 11     | 12,86      | 3          | 32,82 | 8     | 8,46  | 2   |                     |                     |          |          |      |    |      |    |        |        |            |            |     |     |               |               |
| 1954  | 24  | 48,86  | 12     | 12,23      | 3          | 30,66 | 8     | 7,66  | 1   | 0,59                | –                   |          |          |      |    |      |    |        |        |            |            |     |     |               |               |
| 1958  | 24  | 41,25  | 12     | 19,82      | 2          | 29,93 | 9     | 4,93  | 1   | 4,07                | –                   |          |          |      |    |      |    |        |        |            |            |     |     |               |               |
| 1961  | 24  | 46,82  | 12     | 11,85      | 3          | 30,57 | 8     | 6,18  | 1   | 4,58                | –                   |          |          |      |    |      |    |        |        |            |            |     |     |               |               |
| 1965  | 23  | 35,19  | 9      | 25,85      | 6          | 23,40 | 5     | 10,23 | 2   |                     |                     | 4,29     | 1        | 1,04 | –  |      |    |        |        |            |            |     |     |               |               |
| 1968  | 23  | 35,16  | 9      | 26,96      | 6          | 20,48 | 5     | 7,52  | 1   | 9,25                | 2                   |          |          | 0,63 | –  |      |    |        |        |            |            |     |     |               |               |
| 1971  | 23  | 36,67  | 9      | 17,90      | 4          | 20,24 | 5     | 5,34  | 1   | 18,30               | 4                   | 1,55     | –        |      |    |      |    |        |        |            |            |     |     |               |               |
| 1974  | 22  | 38,22  | 9      | 13,87      | 3          | 22,87 | 5     | 5,32  | 1   | 17,66               | 4                   | 2,06     | –        |      |    |      |    |        |        |            |            |     |     |               |               |
| 1977  | 22  | 40,54  | 10     | 19,40      | 4          | 25,08 | 6     | 5,83  | 1   | 7,13                | 1                   | 2,02     | –        |      |    |      |    |        |        |            |            |     |     |               |               |
| 1978  | 22  | 38,18  | 9      | 16,54      | 4          | 1,22  | –     |       |     | 26,52               | 6                   | 5,65     | 1        | 8,16 | 2  | 3,73 | –  |        |        |            |            |     |     |               |               |
| 1981  | 22  | 39,05  | 10     | 21,56      | 5          | 6,21  | 1     | 0,21  | –   | 18,70               | 4                   | 4,10     | 1        | 5,48 | 1  | 4,69 | –  |        |        |            |            |     |     |               |               |
| 1985  | 21  | 42,04  | 10     | 23,66      | 5          | 5,58  | 1     |       |     | 20,86               | 5                   | 2,62     | –        |      |    |      |    | 5,24   | –      |            |            |     |     |               |               |
| 1987  | 21  | 46,28  | 10     | 21,26      | 5          | 5,99  | 1     | 0,48  | –   | 21,66               | 5                   | 1,76     | –        | 2,57 | –  |      |    |        |        |            |            |     |     |               |               |
| 1991  | 21  | 42,28  | 10     | 18,30      | 4          | 12,28 | 2     | 0,50  | –   | 21,64               | 5                   | 1,81     | –        |      |    | 0,84 | –  |        |        | 2,35       | –          |     |     |               |               |
| 1995  | 15  | 35,73  | 6      | 22,36      | 4          | 11,09 | 2     | 0,81  | –   | 21,85               | 3                   |          |          |      |    | 4,10 | –  | 7,06   | –      |            |            |     |     |               |               |
| 1999  | 15  | 29,07  | 5      | 24,29      | 4          | 19,45 | 3     | 0,59  | –   | 16,05               | 3                   | 3,34     | –        | 1,40 | –  | 5,81 | –  |        |        |            |            |     |     |               |               |
| 2003  | 15  | 35,62  | 6      | 30,73      | 6          | 7,58  | 1     | 0,76  | –   | 15,06               | 2                   | 4,80     | –        | 0,42 | –  | 5,03 | –  |        |        |            |            |     |     |               |               |
| 2007  | 15  | 32,10  | 6      | 30,54      | 5          | 13,55 | 2     | 1,01  | –   | 14,23               | 2                   | 4,51     | –        | 0,64 | –  | 4,06 | –  |        |        |            |            |     |     |               |               |
| 2010  | 15  | 35,79  | 7      | 22,30      | 4          | 13,83 | 2     | 3,09  | –   | 13,93               | 2                   |          |          | 3,08 | –  |      |    |        |        | 6,95       | –          |     |     |               |               |
| 2014  | 15  | 30,00  | 5      | 25,23      | 5          | 9,08  | 1     | 8,08  | 1   | 13,05               | 2                   | 2,22     | –        | 5,15 | 1  | 7,19 | –  |        |        |            |            |     |     |               |               |
| 2019  | 15  | 24,91  | 5      | 19,66      | 3          | 12,30 | 3     | 16,45 | 3   | 8,43                | 1                   | 3,60     | –        | 3,55 | –  | 4,74 | –  |        |        |            |            |     |     |               |               |

## Commandants militaires
- 1831 - : Jean de Looz-Corswarem
- 1833 - 1837 : Pierre Emmanuel Félix Chazal

...
- 16 septembre 1944 - 13 octobre 1944 : Colonel IFM Bertrand
- 14 octobre 1944 - 25 avril 1946 : Colonel BEM Tries
- 26 avril 1946 - 4 avril 1947 : Colonel BEM Doneux
- 5 avril 1947 - 14 juin 1947 : Colonel BEM Guerin
- 14 juin 1947 - 6 octobre 1947 : Colonel BEM Gérard
- 26 avril 1946 - 4 avril 1947 : Colonel BEM Doneux
- 5 avril 1947 - 31 décembre 1949 : Colonel BEM Guerin
- 1er janvier 1950 - 30 juin 1955 : Colonel Comte d’Oultremont
- 1er juillet 1955 - 12 août 1956 : Colonel Pire
- 13 août 1956 - 31 décembre 1959 : Colonel Delhez
- 1er janvier 1960 - 2 juin 1964 : Colonel Bouckourt
- 3 juin 1964 - 31 mars 1965 : Colonel Ledent
- 1er avril 1965 - 14 septembre 1965 : Colonel Delvaux
- 15 septembre 1965 - 5 mai 1968 : Colonel Doye
- 6 mai 1968 - 4 novembre 1971 : Colonel (a.i.) Haas
- 5 novembre 1971 - 31 mars 1971 : Colonel BEM Marlière
- 1er avril 1971 - 21 mars 1974 : Colonel BEM Oldenhove de Guertechin
- 22 mars 1974 - 30 novembre 1975 : Colonel BEM Bruwier
- 5 avril 1975 - 29 mars 1976 : Colonel BEM Wallef
- 30 mars 1976 - 30 avril 1977 : Colonel BEM Wolf
- 1er mai 1977 - 28 septembre 1978 : Colonel Ir (a.i.) Demanet
- 29 septembre 1978 - 17 septembre 1981 : Colonel Baudot
- 18 septembre 1981 - 11 septembre 1983 : Colonel Bidlot
- 12 septembre 1983 - 30 septembre 1985 : Colonel BEM Kolp
- 5 avril 1985 - 5 juin 1986 : Colonel BEM Bath
- 6 juin 1986 - 31 décembre 1988 : Colonel Ir Godechoul
- 1er janvier 1985 - 20 juin 1991 : Colonel Cobus
- 21 juin 1991 - 31 mars 1993 : Colonel Ing Houbaille
- 1er avril 1993 - 29 décembre 1994 : Colonel BEM Th. Lambotte
- 30 décembre 1994 - 24 janvier 1996 : Colonel BEM Blondiaux
- 25 janvier 1996 - 27 mai 1998 : Colonel BEM Ir V. Ottart
- 28 mai 1998 - 9 janvier 2002 : Colonel BEM Ir A. Baudoin
- 10 janvier 2002 - 19 avril 2005 : Colonel BEM Ir F. Hendrickx
- 20 avril 2005 - 23 mai 2007 : Colonel BEM Ir Ph. Mignolet
- 24 mai 2007 - 12 septembre 2012 : Colonel BEM Th. Babette
- 12 septembre 2012 - 1er juin 2016 : Colonel BEM J.-L. Crucifix
- 1er juin 2016 – 10 octobre 2019 : Colonel BEM J.-P. Hames
- 10 octobre 2019 – 25 septembre 2024 : Colonel G. Beckers
- 25 septembre 2024 – aujourd'hui : Colonel BEM V. Jacques-Houssa[28]

## Arrondissements administratifs

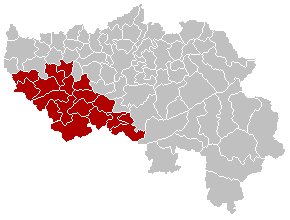
Huy
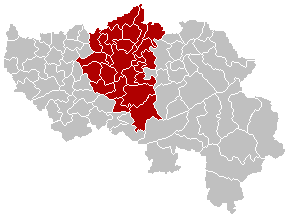
Liège
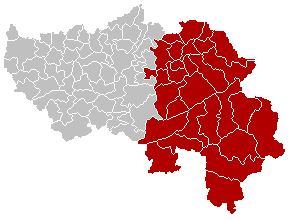
Verviers
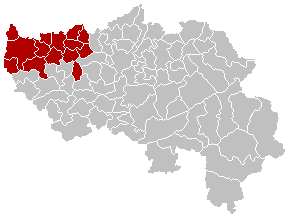
Waremme

## Arrondissements judiciaires
Depuis le 1er avril 2014, la Province de Liège compte deux arrondissements judiciaires, ceux de Liège et d'Eupen. Avant cette date, elle en comptait quatre, ceux de Huy et de Verviers ayant été fusionnés avec celui de Liège.

## Communes
Parmi les 84 communes de la province, 15 ont le statut de ville.
1. Amay
2. Amel (germanophone)
3. Ans
4. Anthisnes
5. Aubel
6. Awans
7. Aywaille
8. Baelen
9. Bassenge
10. Berloz
11. Beyne-Heusay
12. Blegny
13. Braives
14. Büllingen (germanophone)
15. Burdinne
16. Burg-Reuland (germanophone)
17. Bütgenbach (germanophone)
18. Chaudfontaine
19. Clavier
20. Comblain-au-Pont
21. Crisnée
22. Dalhem
23. Dison
24. Donceel
25. Engis
26. Esneux
27. Eupen (ville - germanophone)
28. Faimes
29. Ferrières
30. Fexhe-le-Haut-Clocher
31. Flémalle
32. Fléron
33. Geer
34. Grâce-Hollogne
35. Hamoir
36. Hannut (ville)
37. Héron
38. Herstal (ville)
39. Herve (ville)
40. Huy (ville)
41. Jalhay
42. Juprelle
43. Kelmis (germanophone)
44. Liège (ville)
45. Lierneux
46. Limbourg (ville)
47. Lincent
48. Lontzen (germanophone)
49. Malmedy (ville - commune à facilités)
50. Marchin
51. Modave
52. Nandrin
53. Neupré
54. Olne
55. Oreye
56. Ouffet
57. Oupeye
58. Pepinster
59. Plombières
60. Raeren (germanophone)
61. Remicourt
62. Saint-Georges-sur-Meuse
63. Saint-Nicolas
64. Saint-Vith (ville - germanophone)
65. Seraing (ville)
66. Soumagne
67. Spa (ville)
68. Sprimont
69. Stavelot (ville)
70. Stoumont
71. Theux
72. Thimister-Clermont
73. Tinlot
74. Trois-Ponts
75. Trooz
76. Verlaine
77. Verviers (ville)
78. Villers-le-Bouillet
79. Visé (ville)
80. Waimes (commune à facilités)
81. Wanze
82. Waremme (ville)
83. Wasseiges
84. Welkenraedt

## Sécurité et secours

### Police
Pour les services de police, la province est divisée en 20 zones de police :
| - 5277 ZP Liège : Liège - 5278 ZP Seraing-Neupré : Neupré et Seraing - 5279 ZP Herstal : Herstal - 5280 ZP Beyne-Fléron-Soumagne : Beyne-Heusay, Fléron et Soumagne - 5281 ZP Basse Meuse : Bassenge, Blegny, Dalhem, Juprelle, Oupeye et Visé - 5282 ZP Flémalle : Flémalle - 5283 ZP Secova : Aywaille, Chaudfontaine, Esneux, Sprimont et Trooz - 5284 ZP Ans/Saint-Nicolas : Ans et Saint-Nicolas - 5285 ZP Grâce-Hollogne/Awans : Awans et Grâce-Hollogne - 5286 ZP Hesbaye : Berloz, Crisnée, Donceel, Faimes, Fexhe-le-Haut-Clocher, Geer, Oreye, Remicourt et Waremme - 5287 ZP Des Fagnes : Jalhay, Spa et Theux | - 5288 ZP Pays de Herve : Aubel, Baelen, Herve, Limbourg, Olne, Plombières, Thimister-Clermont et Welkenraedt - 5289 ZP Vesdre : Dison, Pepinster et Verviers - 5290 ZP Stavelot-Malmedy : Lierneux, Malmedy, Stavelot, Stoumont, Trois-Ponts et Waimes - 5291 PZ Eifel : Amblève, Bullange, Burg-Reuland, Butgenbach et Saint-Vith - 5292 PZ Weser-Göhl : Eupen, La Calamine, Lontzen et Raeren - 5293 ZP Hesbaye Ouest : Braives, Burdinne, Hannut, Héron, Lincent et Wasseiges - 5294 ZP Meuse-Hesbaye : Amay, Engis, Saint-Georges-sur-Meuse, Verlaine, Villers-le-Bouillet et Wanze - 5295 ZP Huy : Huy - 5296 ZP Du Condroz : Anthisnes, Clavier, Comblain-au-Pont, Ferrières, Hamoir, Marchin, Modave, Nandrin, Ouffet et Tinlot |

### Pompiers

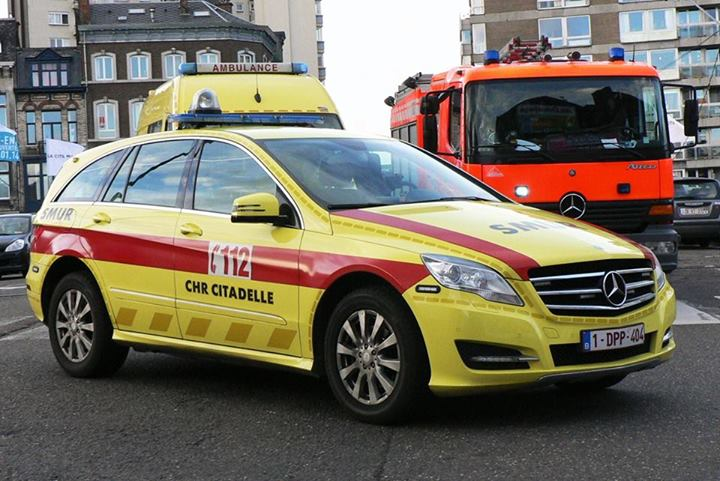
Véhicule d'Intervention Médicalisé (VIM) du service SMUR de l'Hôpital de la Citadelle de Liège, en intervention lors d'un incendie avec les pompiers de Liège.

En ce qui concerne les pompiers, la province est divisée en 6 zones de secours :
- Hesbaye ;
- Hemeco ;
- Liège 2 IILE-SRI ;
- Vesdre - Hoëgne & Plateau ;
- Warche-Amblève-Lienne ;
- DG.

La province de Liège est, avec la province de Flandre Orientale, la province de Belgique qui possède du plus grand nombre de zones de secours (6).
C'est également la seule à disposer d'une zone de secours germanophone (la zone de secours DG). Les autres étant toutes soit francophones, soit néerlandophones ou alors bilingue pour les pompiers de Bruxelles.

### Protection civile
La province de Liège abrite la caserne de la protection civile belge pour la Région wallonne sur son territoire: à Crisnée.

## Sports
| Football - Standard de Liège évolue en Division 1A (D1) - KAS Eupen évolue en Division 1A (D1) - RFC Seraing évolue en Division 1B (D2) - URSL Visé évolue en Division 1 Amateur (D3) - RFC Union La Calamine évolue en Division 1 Amateur (D4) - Sprimont Comblain évolue en Division 2 Amateur (D4) - RRC Hamoir évolue en Division 2 Amateur (D4) - RFC Liège évolue en Division 2 Amateur (D4) - Solières Sport évolue en Division 2 Amateur (D4) - Royal Stade Waremmien Football Club évolue en Division 2 Amateur (D4) - R. Aywaille FC évolue en Division 3 Amateur (D5) - RDC de Cointe-Liège évolue en Division 3 Amateur (D5) - FC Hersalt évolue en Division 3 Amateur (D5) - Royal Football Club Huy évolue en Division 3 Amateur (D5) - FC Tilleur évolue en Division 3 Amateur (D5) - FC Richelle United évolue en Division 3 Amateur (D5) - RCS de Verlaine évolue en Division 3 Amateur (D5) - RRC Stockay-Warfusée évolue en Division 3 Amateur (D5) | Basket-ball - Liège Basket évolue en D1 - Ninane Basket Promotio évolue en D2 Belge - Royal Spa Basket évolue en D3 B Belge - Royal Basket Club Sainte-Walburge évolue en D3 B Belge - Royal Basket Club Esneux évolue en D3 B Belge - Basket Club Mailleux Comblain évolue en D3 B Belge - Point Chaud Sprimont évolue en D3 B Belge Handball - HC Visé BM évolue en BeNe League - HC Eynatten-Raeren évolue en D1 Belge - HC Visé BM II évolue en D1 Belge - Union beynoise évolue en D2 Belge - RHC Grâce-Hollogne évolue en D2 Belge - Jeunesse Jemeppe évolue en D2 Belge Volley-ball - VBC Waremme évolue en Ligue A - Envol Volley Mortroux évolue en Division 1 - VC Ribambelle évolue en Division 1 Rugby à XV - RFC Liégeois Rugby évolue en D1 Belge - Coq Mosan évolue en D2 Belge - RC Visé évolue en D3 Belge | Football - Standard Fémina de Liège évolue en Super League Handball - Fémina Visé évolue en D1 Belge et en D2 Belge - HC Bressoux évolue en D2 Belge - HC Eynatten-Raeren évolue en D2 Belge Rugby à XV - Coq Mosan évolue en D1 Belge - Les Givrées (Huy) évoluent en challenge Basket-ball - Liège Panthers évolue en D1 Belge |

## Tourisme
La province de Liège compte onze maisons du tourisme reprenant chacune plusieurs communes :
- Burdinale et Mehaigne[31] : Braives, Burdinne, Héron et Wanze ;
- Hesbaye-Meuse[32] : Amay, Berloz, Donceel, Engis, Faimes, Geer, Oreye, Remicourt, Saint-Georges-sur-Meuse, Verlaine, Villers-le-Bouillet et Waremme ;
- Pays de Huy[33] : Clavier, Huy, Marchin, Modave, Nandrin et Tinlot ;
- Pays d'Ourthe-Vesdre-Amblève[34] : Anthisnes, Aywaille, Comblain-au-Pont, Esneux, Ferrières, Hamoir, Lierneux, Ouffet, Sprimont et Stoumont ;
- Pays des Sources[35] : Jalhay, Spa, Stavelot, Theux et Trois-Ponts ;
- Cantons de l'Est[36] : Amblève, Bullange, Butgenbach, Burg-Reuland, Eupen, La Calamine, Lontzen, Malmedy, Raeren, Saint-Vith et Waimes ;
- Pays de Vesdre[37] : Baelen, Dison, Limbourg et Verviers ;
- Pays de Herve[38] : Aubel, Herve, Olne, Plombières, Thimister-Clermont, Welkenraedt, Fléron, Pepinster et Blegny ;
- Basse-Meuse[39] : Bassenge, Dalhem, Herstal, Juprelle, Oupeye et Visé ;
- Thermes et Coteaux[40] : Beyne-Heusay, Chaudfontaine et Trooz ;
- Pays de Liège[41] : Ans, Awans, Crisnée, Flémalle, Grâce-Hollogne, Liège, Saint-Nicolas et Seraing.

Actuellement, Fexhe-le-Haut-Clocher, Hannut, Lincent, Neupré, Soumagne et Wasseiges ne font partie d'aucune maison de tourisme.

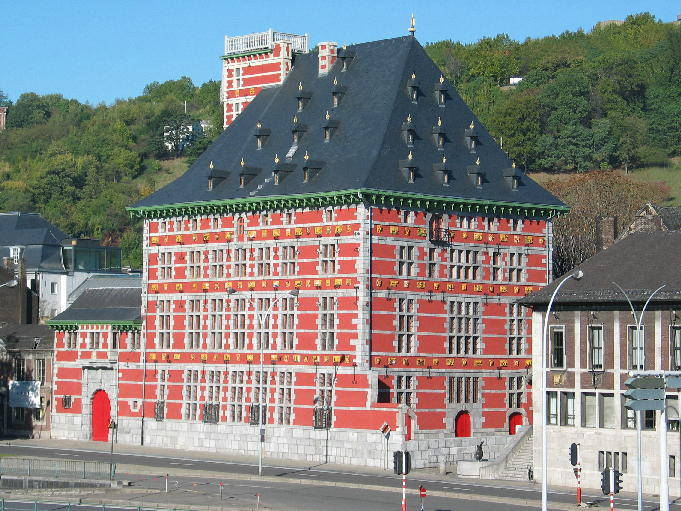
Le Musée Curtius de Liège.
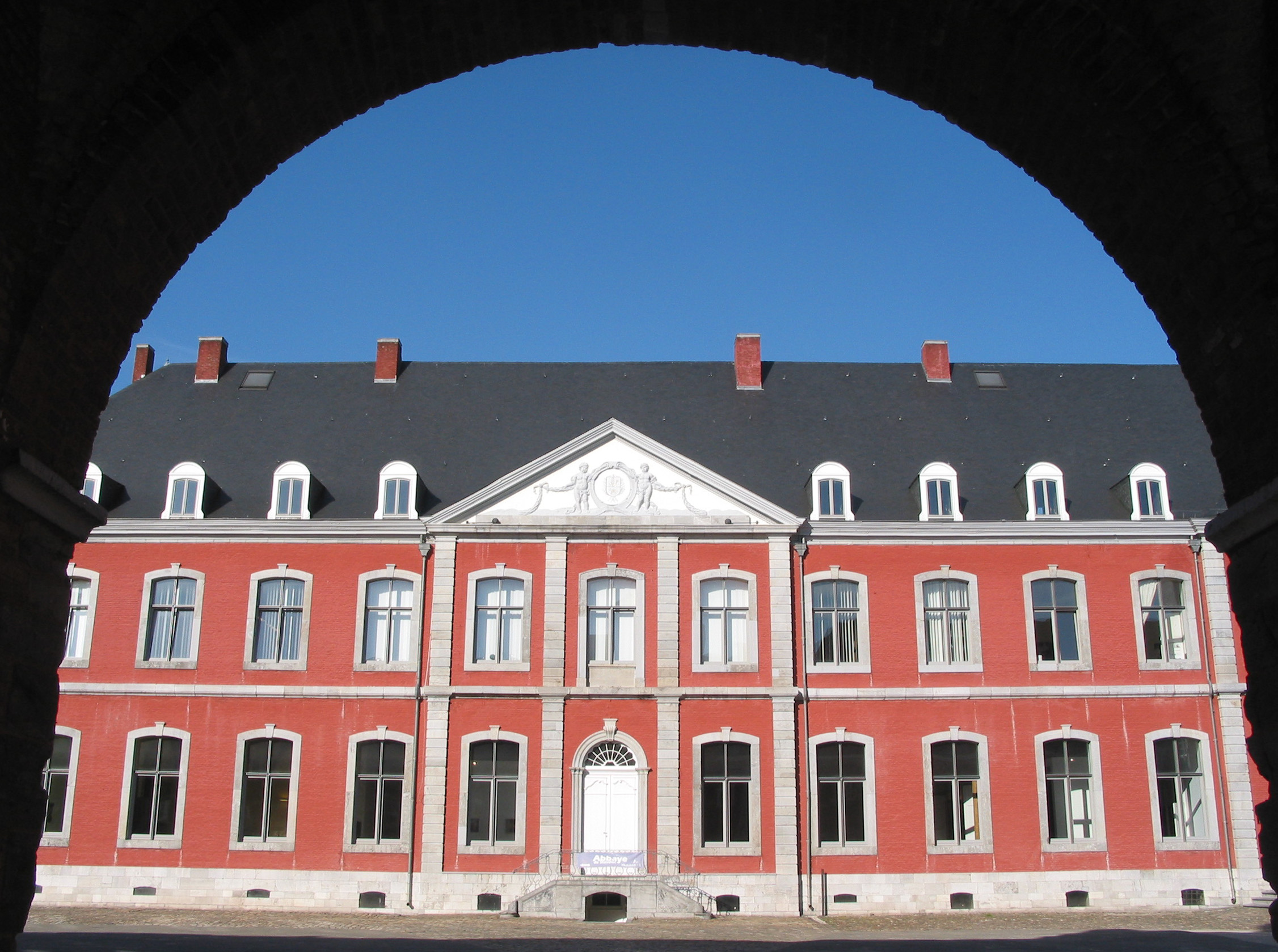
L'abbaye de Stavelot.
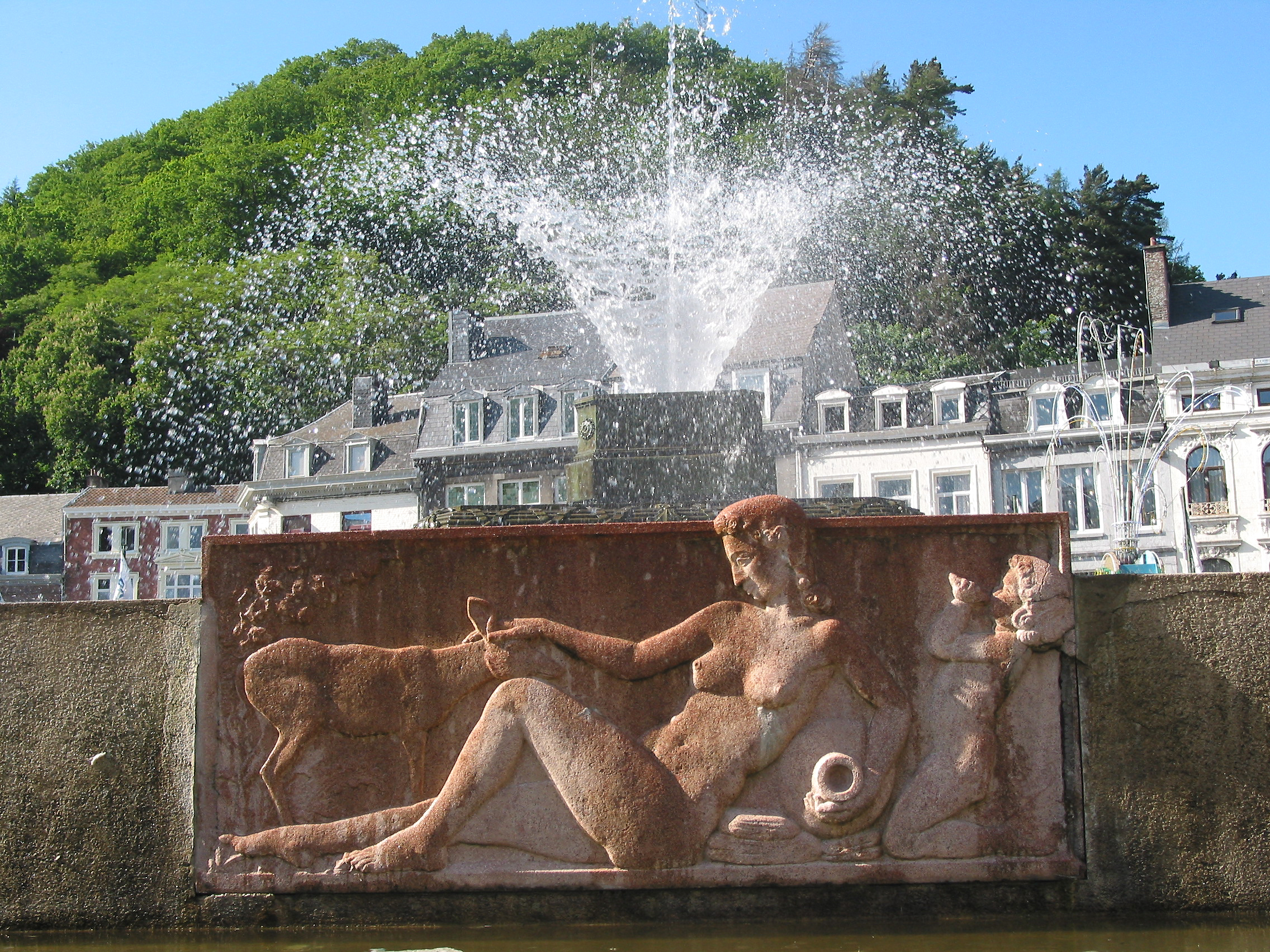
Les jardins du casino de Spa.
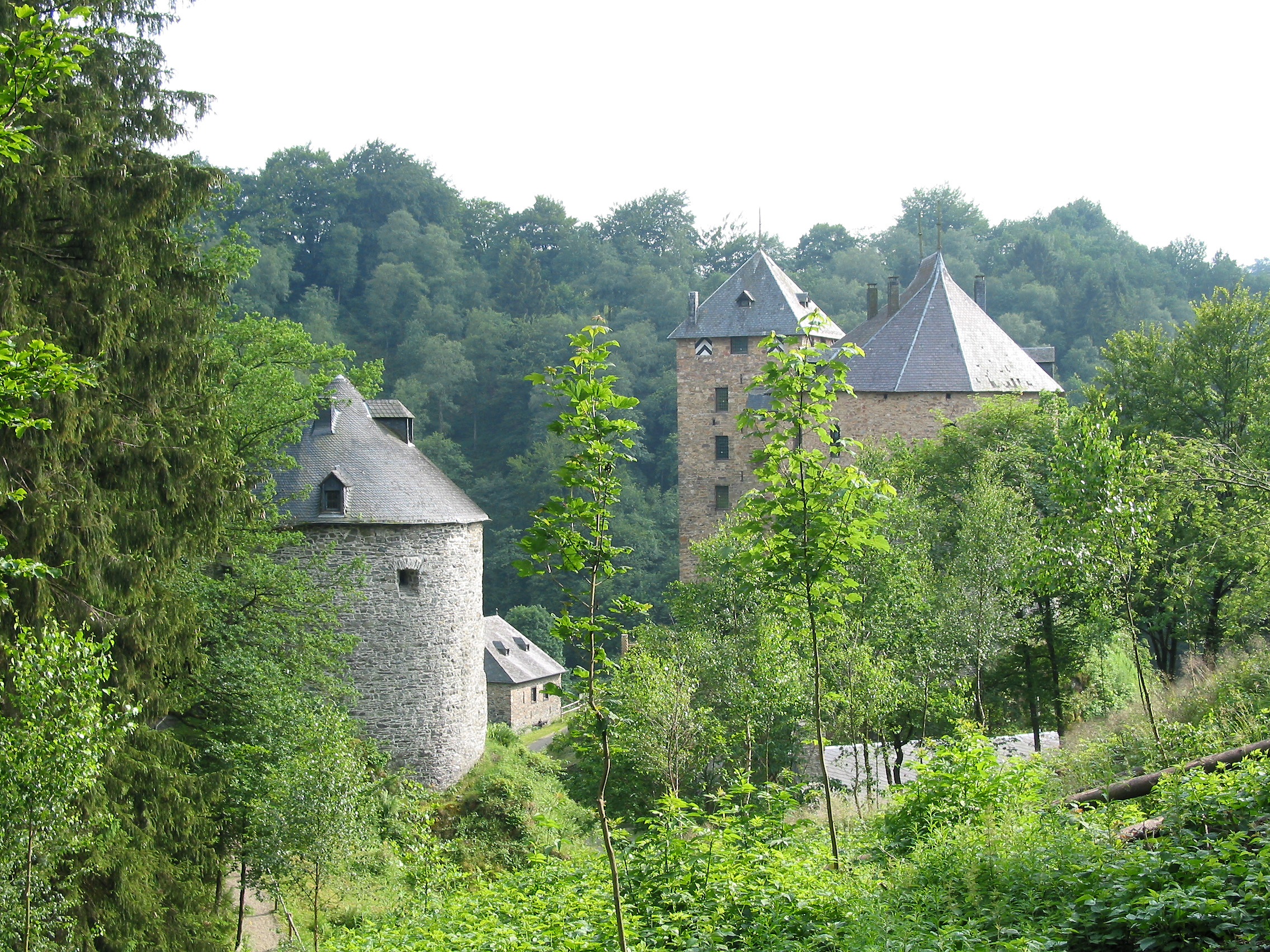
Château de Reinhardstein à Waimes.
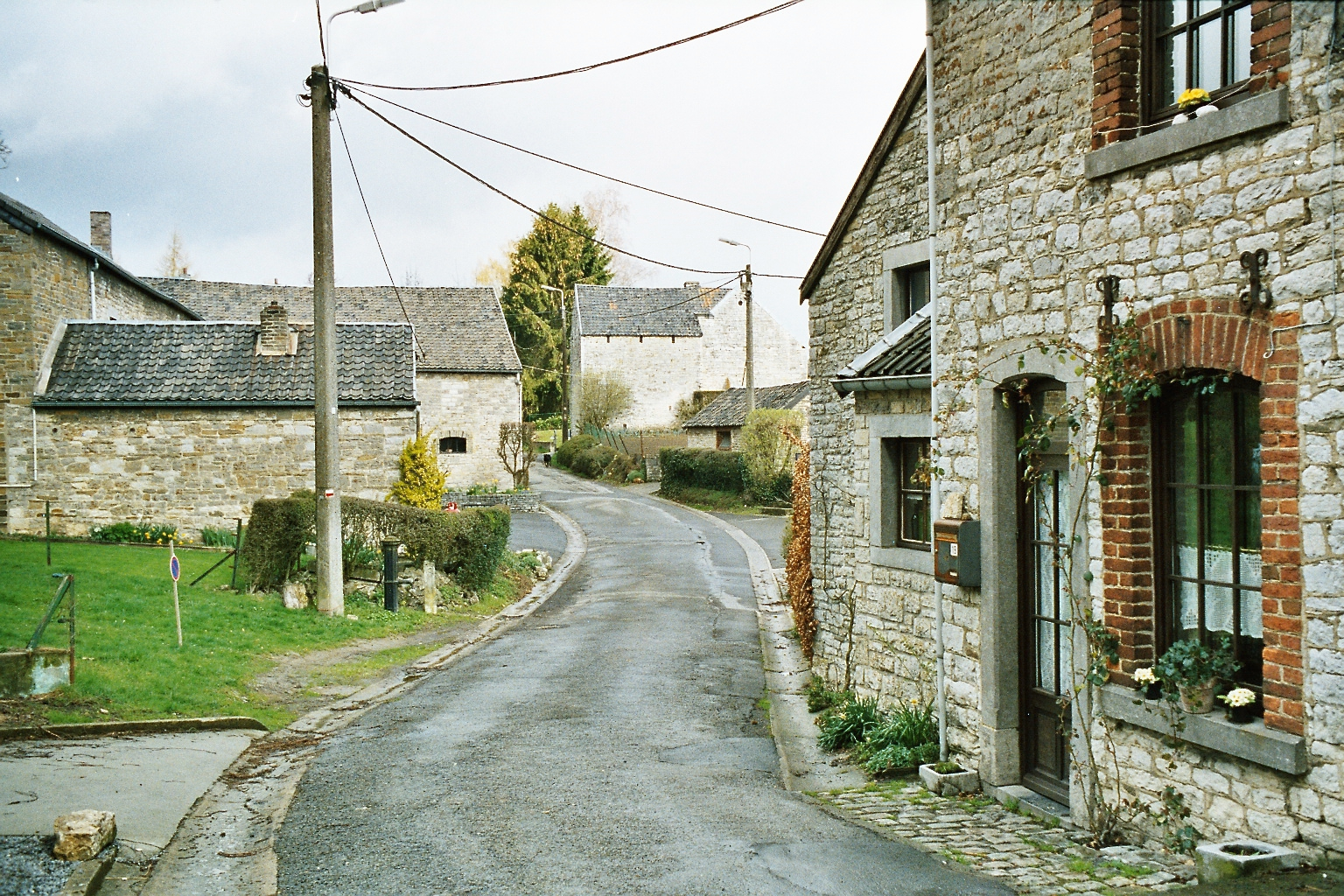
Habitat typique du Condroz. Village de Berleur dans la commune d'Anthisnes.
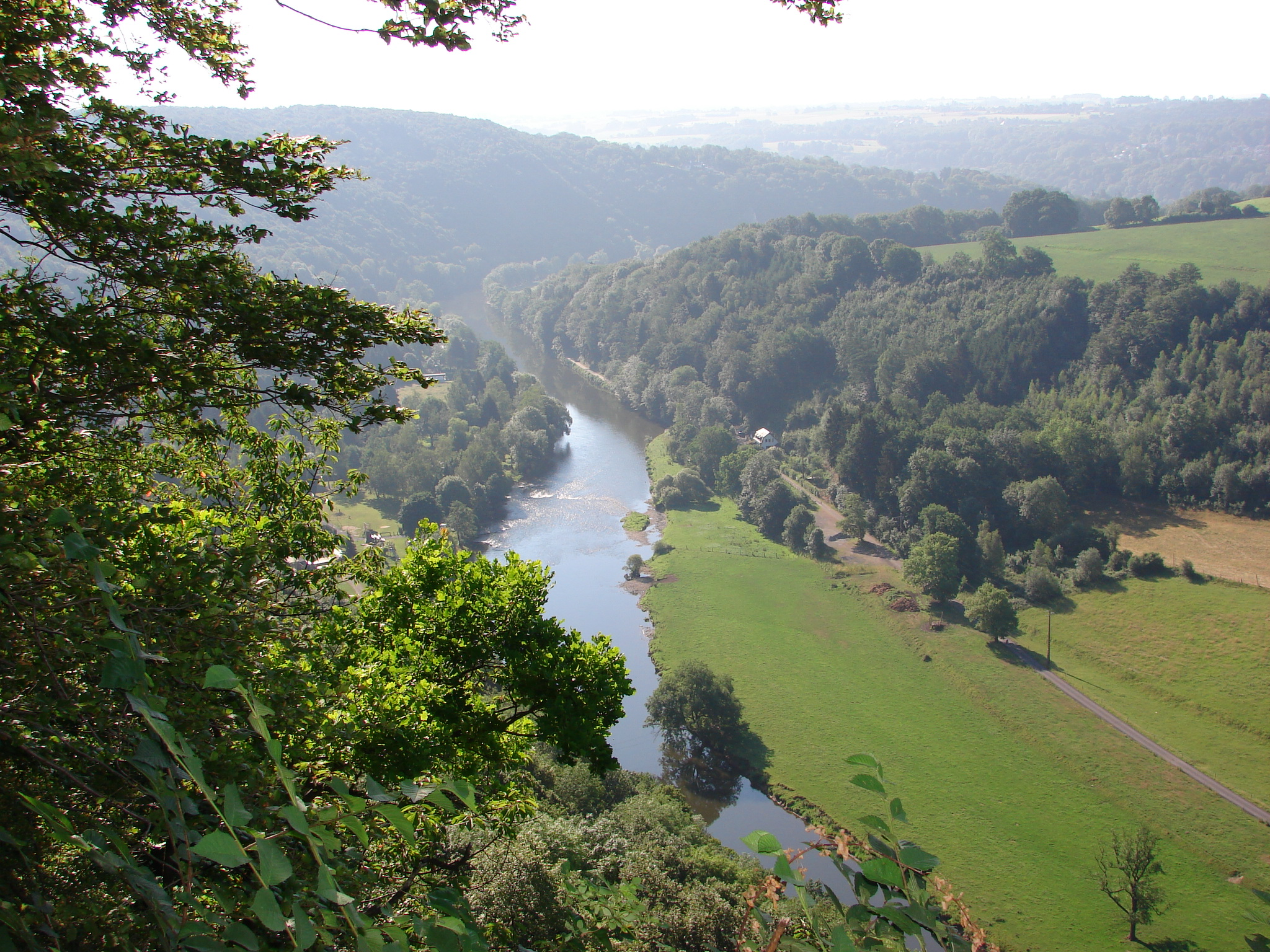
La roche-aux-faucons à Neupré.
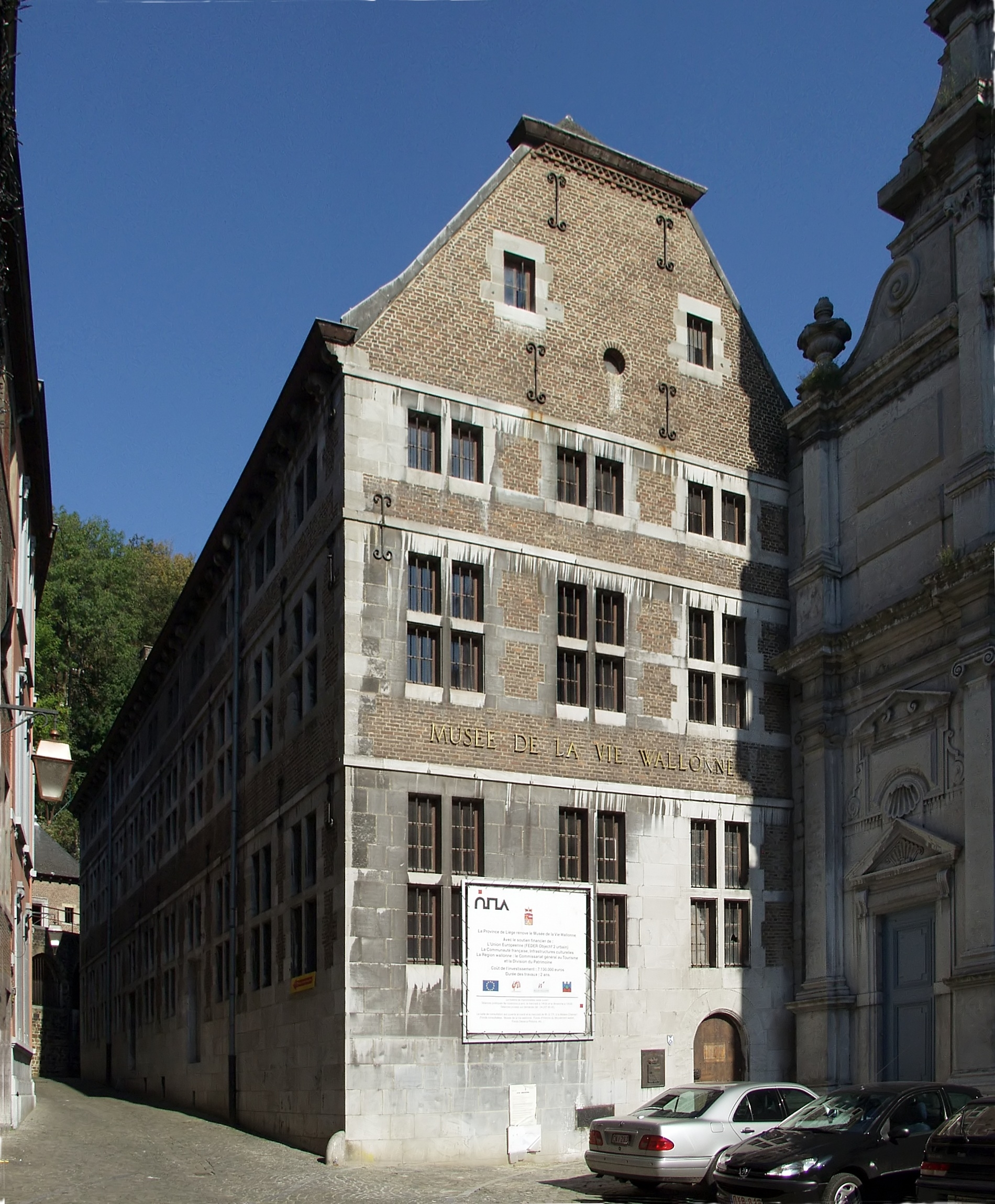
Le Musée de la Vie wallonne à Liège.
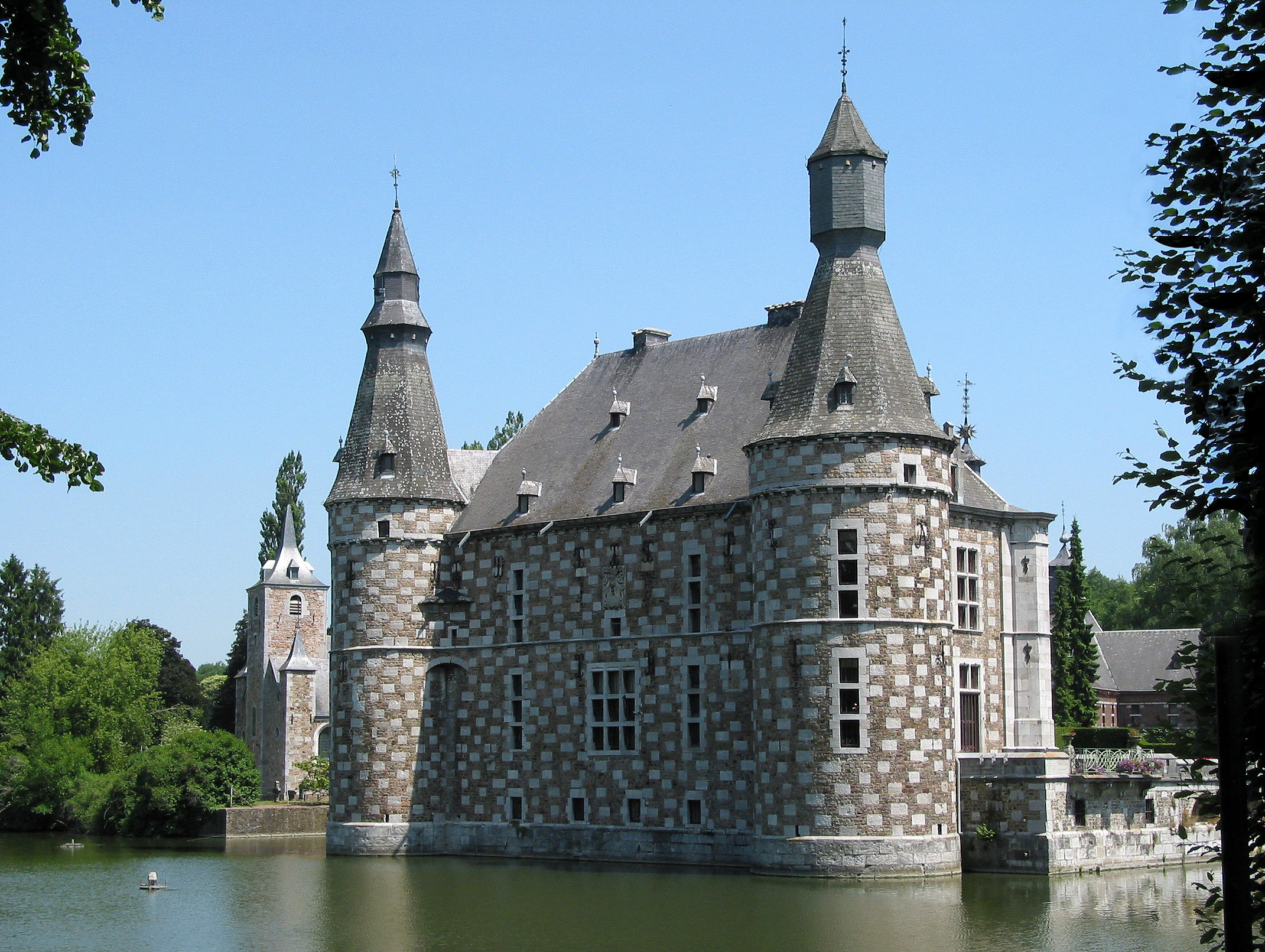
Le château de Jehay.
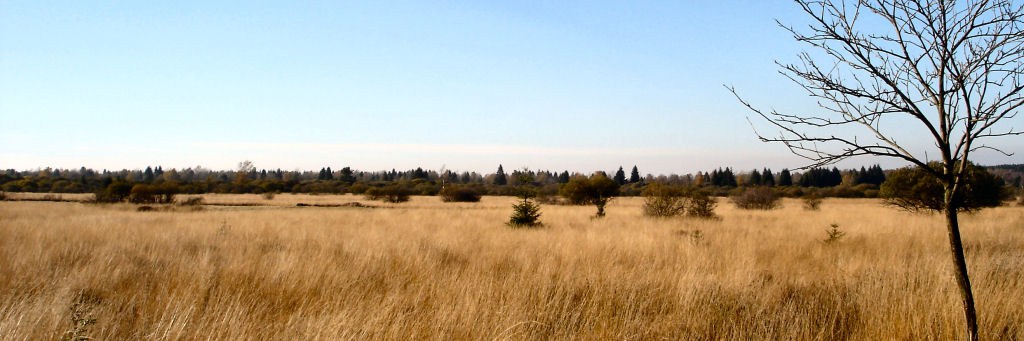
Les Hautes Fagnes.